# Ichneumon coloratus
Ichneumon coloratus är en stekelart som beskrevs av Gmelin 1790. Ichneumon coloratus ingår i släktet Ichneumon och familjen brokparasitsteklar. Inga underarter finns listade i Catalogue of Life.